# The Matrix (squadra discografica)
The Matrix è una squadra di produttori discografici nata negli Stati Uniti e costituita da tre membri: Lauren Christy, ex cantautrice, suo marito Graham Edwards e Scott Spock.

## Origini
La fondatrice del trio, Lauren Christy, ha lavorato in passato come cantautrice e ha pubblicato due album a metà anni '90 sotto l'etichetta Mercury Records, intitolati Lauren Christy e Breed. Scott Spock ha invece lavorato come remixatore, compositore cinematografico e batterista jazz a fianco di Dave Weckl. Il terzo membro, Graham Edwards, si è unito alla band a fianco della moglie Christy.

## Successo
La squadra è attiva a Los Angeles dalla metà degli anni 90, ma ha raggiunto il vertice del successo all'inizio del nuovo millennio, componendo e producendo brani per Christina Aguilera, i Busted, Hilary Duff, Avril Lavigne, i McFly, Jason Mraz, Ashley Tisdale, Shakira, Britney Spears e Skye Sweetnam. In tutta la sua carriera, The Matrix ha totalizzato sette candidature ai Grammy Awards, cinque delle quali provengono dalla collaborazione con Avril Lavigne nel 2002 (il brano Complicated, estratto dall'album di debutto della cantante, Let Go, è stato candidato ai Grammy nella categoria Canzone dell'anno, mentre lo stesso album è entrato nella categoria Album dell'anno).
Il trio ha ricevuto inoltre altri riconoscimenti, tra i quali l'Ivor Novello Award, sempre per Complicated come Best International Pop Hit of the Year 2003, i BMI e ASCAP Songwriters of The Year 2004 e 2 Juno Awards in Canada per la Canzone pop dell'anno e l'Album dell'anno.
Il 1º agosto 2008, la rivista Entertainment Weekly ha pubblicato la notizia che nel 2004 il trio aveva registrato un album con Katy Perry come cantante solista, cancellato dopo alcune settimane a causa dell'annullamento del progetto. Grazie alla fortunata carriera musicale della cantante, la band ha deciso di ripristinare l'idea e ha pubblicato l'album il 27 gennaio 2009 sotto la loro etichetta Let's Hear It Records.